# Josef Temnitschka
Josef svobodný pán Temnitschka (17. květen 1815 Valašské Meziříčí – 10. února 1895 Brno) byl česko-rakouský právník a soudce. Po dokončení studií práv vstoupil v roce 1837 do veřejné soudní správy a zastával řadu funkcí na různých místech habsburské monarchie, svou kariéru završil jako prezident vrchního zemského soudu v Čechách (1880–1890). V roce 1879 byl povýšen do šlechtického stavu a nakonec získal titul barona (1890).

## Životopis
Pocházel z Valašského Meziříčí, kde byl jeho otec Josef Temnitschka starostou. Vystudoval práva a v roce 1837 vstoupil do státní služby, začínal u trestního soudu v Brně, poté vystřídal v nižších funkcích další působiště v Bílsku a Zakopaném, v letech 1849–1850 byl justiciárem na arcivévodském panství v Těšíně. V Bílsku a Těšíně pak působil do roku 1854, poté byl radou zemského soudu v Prešově a od roku 1856 v Košicích. V letech 1860–1861 byl radou vrchního zemského soudu v Prešově, ve stejné funkci pak působil v Krakově (1863–1868) a v Praze (1868–1871). S titulem dvorního rady byl od roku 1871 přidělen Nejvyššímu kasačnímu a soudnímu dvoru ve Vídni. V roce 1877 se vrátil jako viceprezident zemského soudu do Prahy. Nakonec byl v letech 1880–1890 prezidentem Vrchního zemského soudu v Čechách. V roce 1882 byl jmenován c.k. tajným radou.
V roce 1878 získal Leopoldův řád a díky tomu byl o rok později povýšen do šlechtického stavu. V roce 1885 obdržel velkokříž Řádu Františka Josefa a při odchodu do penze byl povýšen do stavu svobodných pánů (1890).
Byl dvakrát ženatý, nejprve s Josefou Schäferovou (1816–1860), podruhé s Annou Ulrichovou (1825–1892). Z prvního manželství pocházeli dva synové, kteří se také uplatnili jako právníci. Vilém (1837–1874) působil jako advokát v Těšíně, Edmund (1839–1896) byl státním návladním v Brně.